# Trinidad Taracena del Piñal
Trinidad Taracena del Piñal (Santander, 26 de octubre de 1926-Ceuta, 2017) fue una conservadora de museos española.

## Biografía
Trinidad Taracena del Piñal que la única entre sus hermanos que siguió los pasos de su padre, el arqueólogo Blas Taracena Aguirre. Realizó sus primeros estudios en Soria, donde fue alumna de, por ejemplo, Leopoldo Torres Balbás, pero al ser nombrado su padre director del Museo Arqueológico Nacional, se trasladó a Madrid, donde se vio obligada a acabar sus estudios.
En 1951 ingresó en el Museo Arqueológico Nacional como encargada de la biblioteca y en 1953 entró a formar parte del Cuerpo Facultativo de Archiveros, Bibliotecarios y Arqueólogos. En el museo fue la encargada de realizar informes internos sobre materiales y colaboradora en la redacción de la Guía del Museo de 1954. Fue la primera persona en realizar los primeros planos y balances de los materiales conservados en los sótanos del museo. Su tarea fundamental fue la ordenación de la colección Siret, además de ocuparse de los fondos de la colección Cerralbo y de las excavaciones de Juan Cabré.
El 15 de octubre de 1954 ocupó la dirección del Museo Arqueológico de Toledo, hasta que un año más tarde, en octubre de 1955, solicitó la excedencia y cesó en su puesto debido al traslado de su marido, el arquitecto Jaime Antón-Pacheco García, a Ceuta. En 1973, debido a un error material, no aparecía en la relación de funcionarios del Cuerpo de Archiveros, Bibliotecarios y Arqueólogos, pero en 1976 fue nuevamente incluida bajo la situación de excedencia voluntaria. Falleció en Ceuta en 2017, a los 90 años de edad.